# Poieni (gmina Beriu)
Poieni – wieś w Rumunii, w okręgu Hunedoara, w gminie Beriu. W 2011 roku liczyła 57 mieszkańców.